# EVKMC
EVKMC는 대한민국의 소규모 자동차 업체다.

## 차량
- 체리 QQ 아이스크림
- 체리 eQ1